# Ratusz w Polkowicach
Ratusz w Polkowicach – został wzniesiony w latach 1772-1775, a w latach 1852-1853 dobudowano nowszą część. Budynek został uszkodzony w 1945 roku, a następnie odbudowany. W latach 1991–1994 przeprowadzono remont i przebudowano wnętrza. Obecnie ratusz jest siedzibą władz samorządowych i administracyjnych Polkowic.

## Historia
Pierwszy ratusz w Polkowicach istniał już w roku 1487, został on zniszczony w czasie wojny trzydziestoletniej.
W latach 1772-1775 został odbudowany w stylu barokowym, a w roku 1816 na wieży zainstalowano zegar. W latach 1852–1853 ratusz został powiększony o nowy neorenesansowy budynek, a starszą część odrestaurowano. W roku 1945 budynki zostały poważnie uszkodzone, a następnie odbudowane. W latach 1991–1994 przeprowadzono gruntowny remont, podczas którego zmodernizowano pomieszczenia.

Decyzją wojewódzkiego konserwatora zabytków z dnia 29 grudnia 1990 roku ratusz został wpisany do rejestru zabytków. 

## Architektura
Starsza część ratusza jest dwuskrzydłowa, dwukondygnacyjna, nakryta dachem czterospadowym, z niewielkim trójkątnym naczółkiem umieszczonym na środkowej osi głównej fasady. Na środku dachu pomiędzy dwoma wolimi oczami stoi masywna czworoboczna wieża, w górnej części ośmioboczna, z tarczami zegarowymi i oknami, nakryta ostrosłupowym ośmiobocznym hełmem z iglicą. Budynek był wielokrotnie przerabiany i utracił większość cech stylowych.

Nowsza część ratusza wzniesiona jest w stylu neorenesansowego pałacu florenckiego, ma trzy trakty pomieszczeń, dwa skrzydła i jest nakryta dachem dwuspadowym. Wraz ze starszą, barokową częścią zamyka wewnętrzny dziedziniec, utworzony przez wszystkie skrzydła ratusza.

Obecnie budowla jest siedzibą władz samorządowych i administracyjnych Polkowic. 

## Galeria

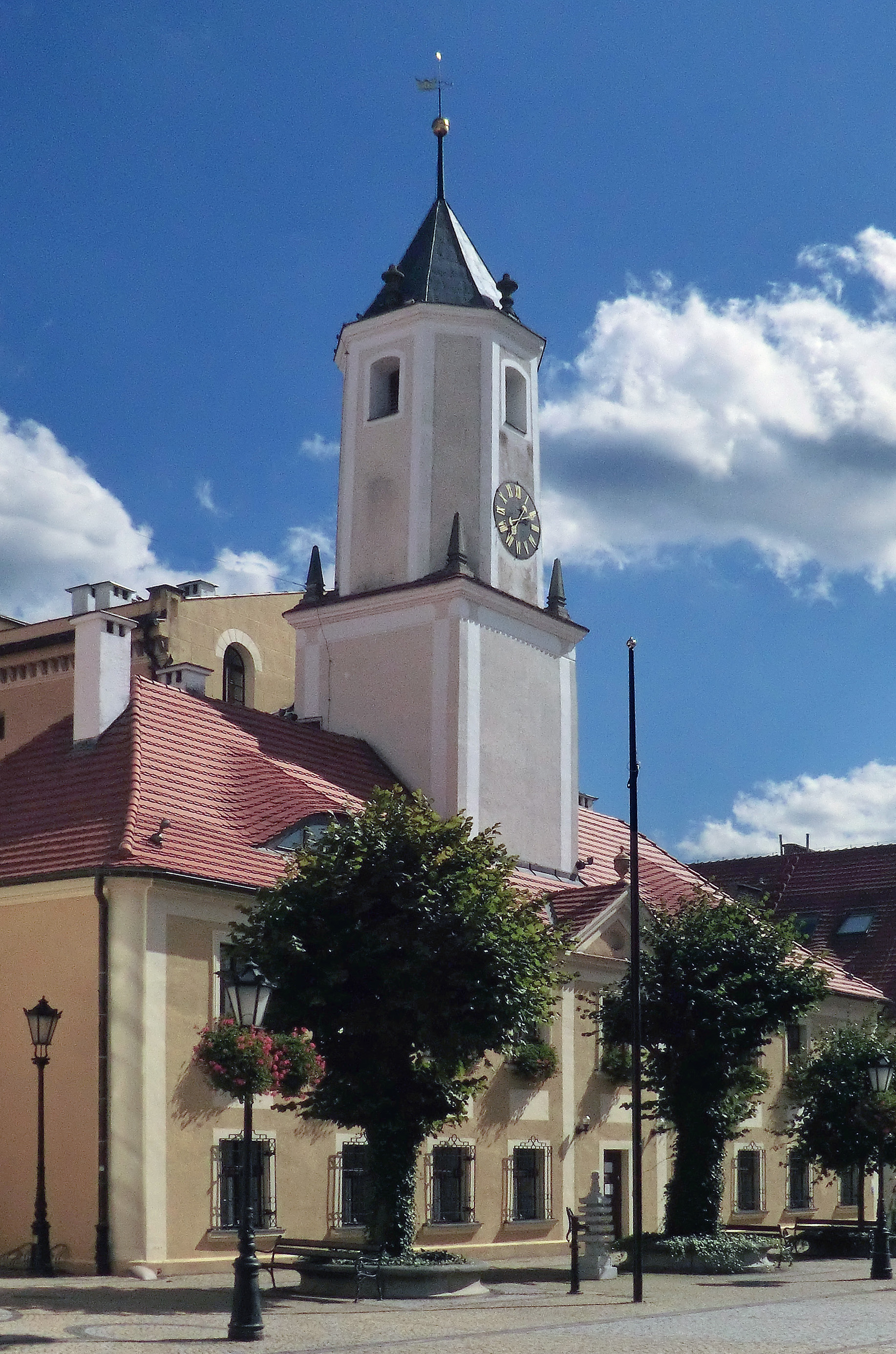
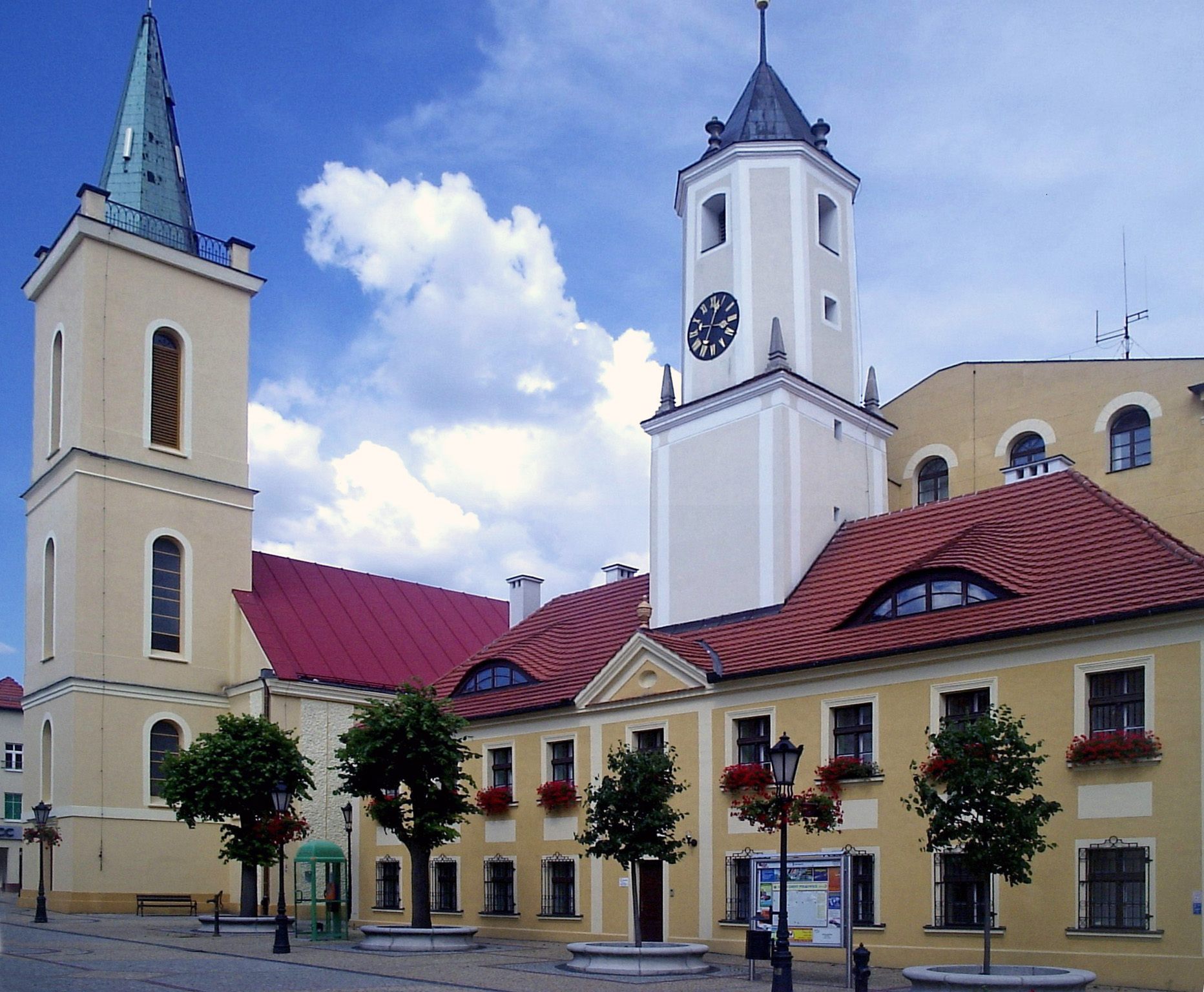
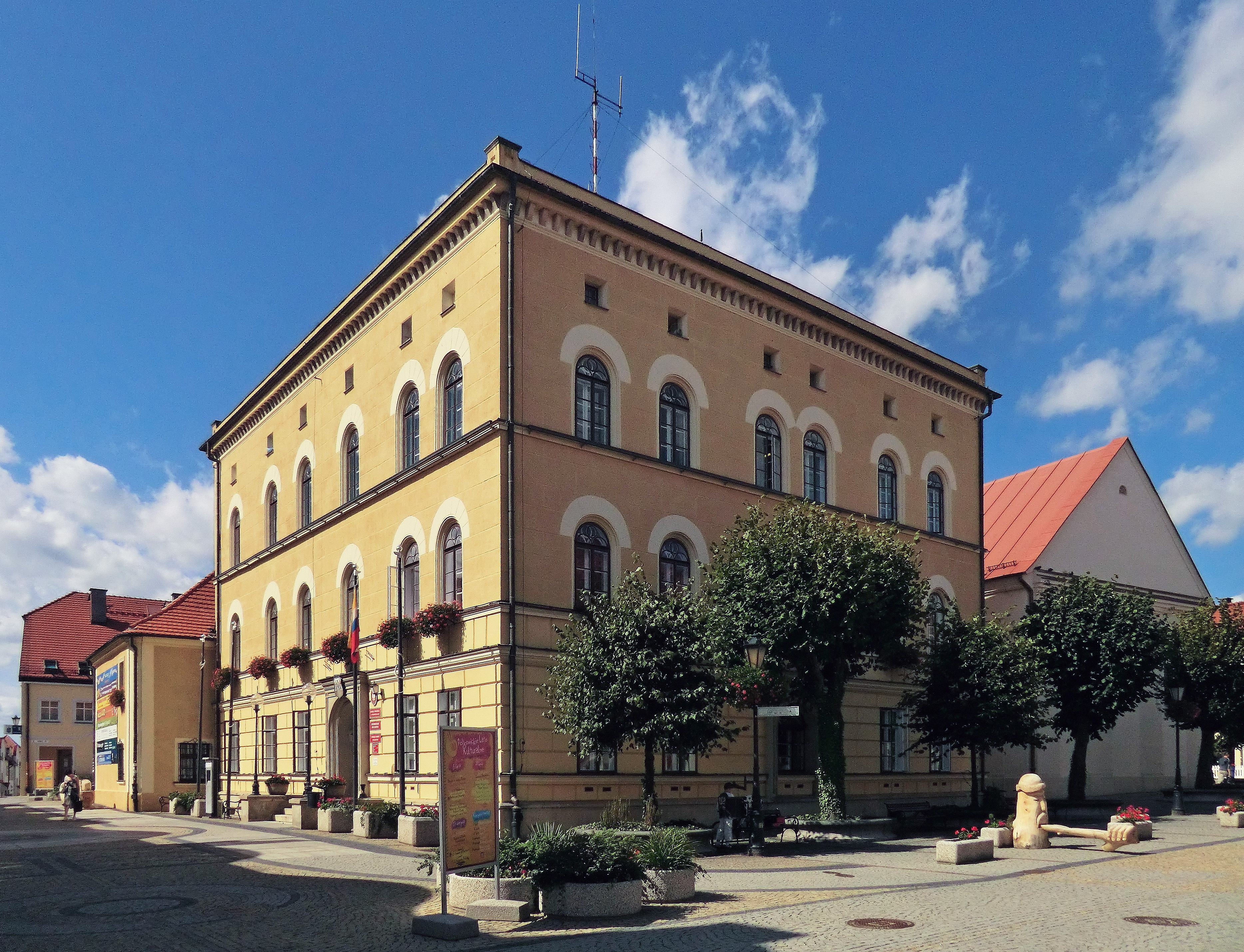
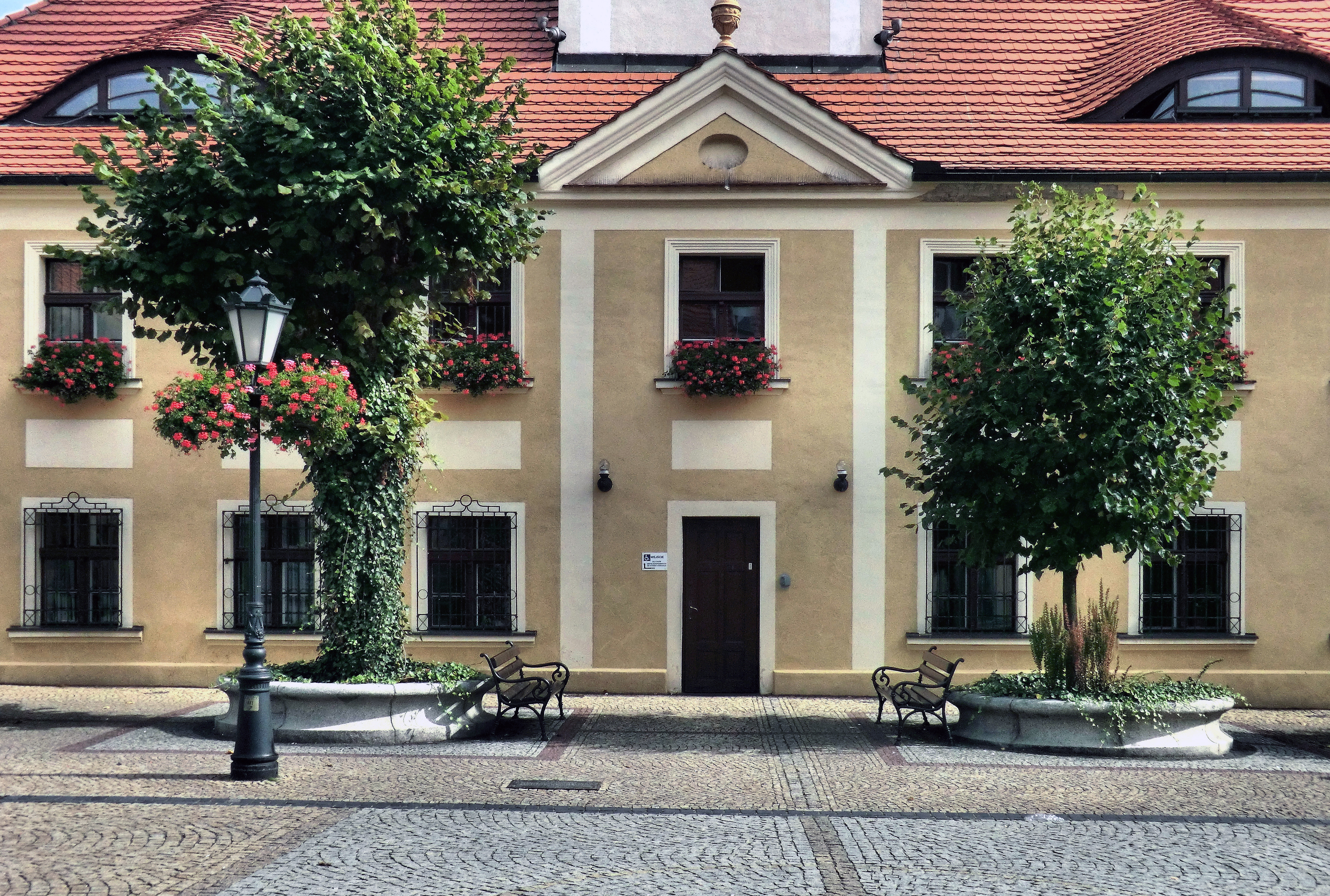
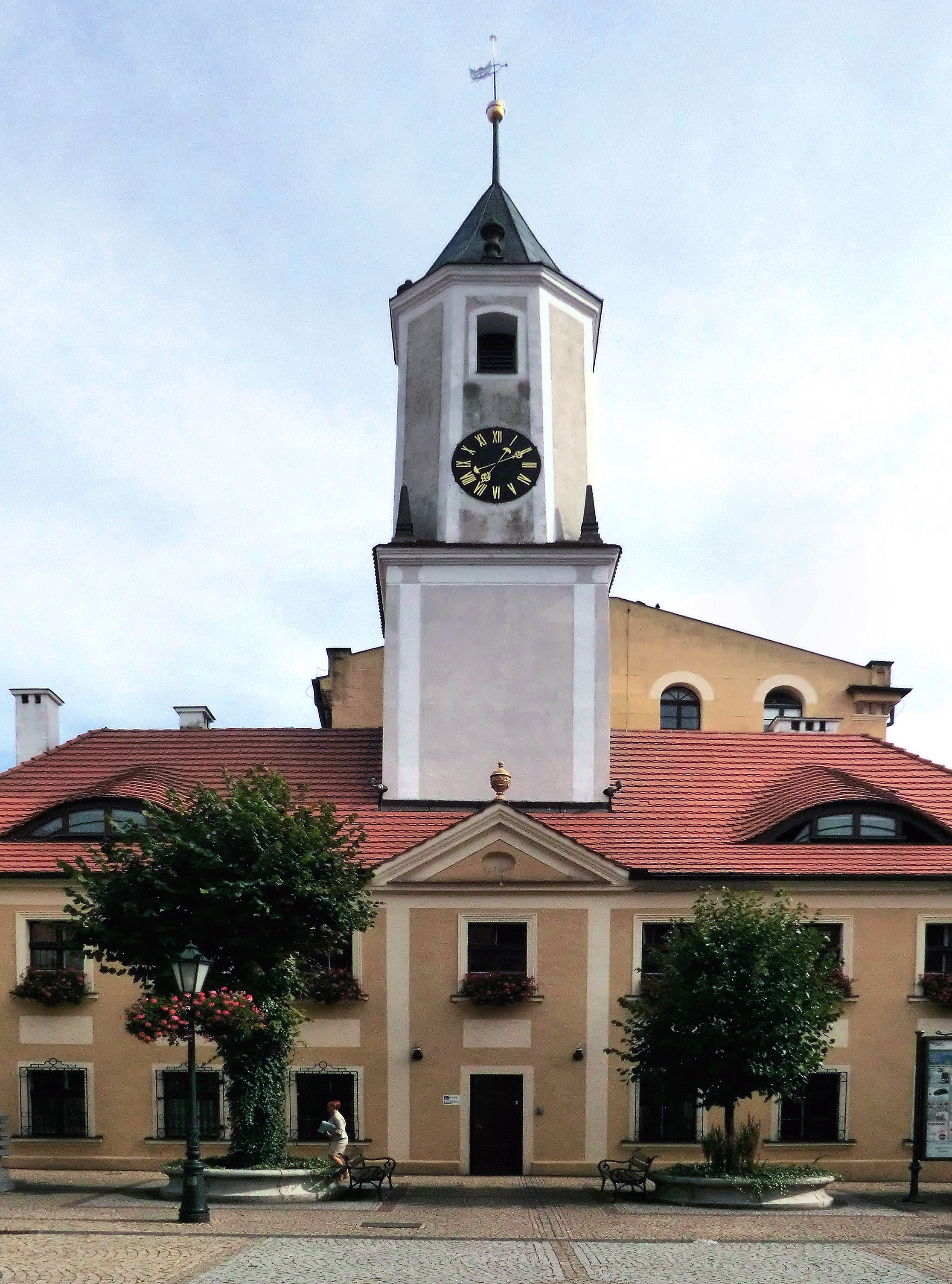